# Falaise (Calvados)
Falaise település Franciaországban, Calvados megyében. Lakosainak száma 7744 fő (2022. január 1.). Falaise Aubigny, Eraines, La Hoguette, Noron-l’Abbaye, Saint-Martin-de-Mieux, Saint-Pierre-du-Bû és Versainville községekkel határos.

## Történelem
Itt született 1028-ban Hódító Vilmos, Anglia első normandiai királya.

## Népesség
A település népessége az elmúlt években az alábbi módon változott:
| Lakosok száma | 7180 | 8597 | 8119 | 8475 | 8343 | 8245 | 8186 | 7968 | 7849 | 7744 |
|               | 1968 | 1982 | 1990 | 2006 | 2013 | 2015 | 2017 | 2019 | 2020 | 2022 |